# Плей-офф Национальной футбольной лиги
Плей-офф Национальной футбольной лиги — турнир, проводящийся по олимпийской системе после завершения регулярного сезона Национальной футбольной лиги. В ходе плей-офф определяется чемпион НФЛ.
В этом турнире участвуют с 2020 года по семь команд из каждой конференции (Американской футбольной конференции и Национальной футбольной конференции, соответственно), отобранных на основании их выступлений во время регулярного сезона. Турнир завершается Супербоулом, игрой за чемпионство НФЛ, в которой сходятся две команды, победившие в финальных матчах своих конференций.
Историю плей-офф можно проследить от игры за звание чемпиона Национальной Футбольной Лиги в 1933 году, но первый настоящий плей-офф НФЛ прошел в 1967 году, когда для участия в итоговом турнире было отобрано четыре команды. После объединения лиг в 1970 году число участников плей-офф было увеличено до восьми. В 1978 году в итоговом турнире приняло участие 10 команд, с 1990 была установлена количественная схема из 12 команд, по шесть из каждой конференции.
С 2020 года число команд было увеличено до 14, по 7 из каждой конференции.
Национальная футбольная лига остается единственной из основных профессиональных спортивных лиг США, которая на протяжении всего плей-офф определяет победителей и выбывших по результатам одной встречи между командами. МЛБ, НБА и НХЛ используют, в том или ином виде, серии матчей.

## Действующая система плей-офф
32 команды лиги делятся на две конференции: Американскую футбольную конференцию (АФК) и Национальную футбольную конференцию (НФК), каждая из которых имеет по 16 команд. С 2002 года каждая конференция была в дальнейшем поделена на четыре дивизиона по четыре команды. После окончания регулярного сезона турнирные сетки до сезона 2019 (включительно) составлялись из шести команд из каждой конференции лиги, с сезона 2020 - из семи команд из каждой конференции лиги (всего 14 команд). По состоянию с 2020 года квалификация в плей-офф работает следующим образом:
- 4 победителя дивизиона из каждой конференции (команда в каждом дивизионе с лучшим результатом в лиге), которые получают «посев» от 1 до 4 на основе их результата в лиге.
- Три обладателя «уайлд-кард» из каждой конференции (три команды с лучшим результатом в лиге среди остальных команд в конференции), которые получают «посев» от 5 до 7.

Первый раунд плей-офф называется плей-офф обладателей «уайлд-кард» («уайлд-кард уик-энд»). В этом раунде победитель дивизиона со вторым номером «посева» принимает на своём поле обладателя «уайлд-кард» с седьмым номером «посева», победитель дивизиона с третьим номером «посева» принимает на своём поле обладателя «уайлд-кард» с шестым номером «посева», а победитель дивизиона с четвёртым номером «посева» — обладателя «уайлд-кард» с пятым номером «посева».Здесь не существует ограничений касаемо встреч между командами из одного дивизиона. Победитель же дивизиона с первым номером «посева» автоматически проходит во второй раунд, где принимает на своём поле победителя первого раунда с наименьшим номером «посева», тогда как два остальных победителя первого раунда с более высокими номерами «посева» играют между собой. Такая схема позволяет избежать ситуации, когда две сильнейшие команды конференции столкнутся друг с другом раньше, чем с другими.
Затем два победителя второго раунда в каждой конференции встречаются, соответственно, в финале конференции АФК и НФК (каждый из которых принимает команда с наибольшим номером «посева»), а победители финалов конференций потом уже встречаются в матче за Супербоул. С 1990 года только два раза ни команда с первым номером «посева», ни команда со вторым номером «посева» не принимала финал конференции (в финале АФК 2006 3-е «Индианаполис Колтс» принимали 4-х «Нью-Ингленд Пэтриотс» — «Колтс» выиграли со счётом 38:34, — и в финале НФК 2008 4-е «Аризона Кардиналс» принимали 6-х «Филадельфия Иглз» — «Кардиналс» выиграли со счётом 32:25).
В случае, если команды имеют равное количество очков, посев в плей-офф определяется по правилам, указанным ниже.
«Нью-Йорк Джайентс» и «Нью-Йорк Джетс» делят один домашний стадион с 1984 года (сначала «Джайентс Стэдиум» с 1984 по 2009, и «Метлайф-стэдиум» с 2010 года). Таким образом, если обеим командам нужно принять матчи плей-офф в один уик-энд, они всегда должны играть в разные дни, даже во время финала конференции. Единственный раз подобный случай возник во время уайлд-кард уик-энд в 1985 году, когда только 10 команд квалифицировались в плей-офф и было сыграно только два матча плей-офф обладателей «уайлд-кард»: Вместо того, чтобы играть оба матча в один день, как это было, когда с 1978 по 1989 год использовалась система для 10 команд, в субботу 28 декабря «Нью-Ингленд Пэтриотс» обыграли «Джетс» со счётом 26:14, а на следующий день «Джайентс» победили «Сан-Франциско Форти Найнерс» со счётом 17:3.

## Особенности овертаймов
Овертаймы в плей-офф длятся до победы и закончиться раньше не могут. В овертайме действует следующее правило:
- Команда, первая владеющая мячом, тачдауном выигрывает и не даёт шанса второй команде владеть мячом.
- Команда, первая владеющая мячом, филд-голом даст второй команде шанс. Далее может произойти следующее:
  - Команда не наберёт очки и проиграет.
  - Команда сделает тачдаун и выиграет.
  - Команда сделает филд-гол. Наступает время «внезапной смерти» и следующий набор очков выигрывает матч.
- В любой момент матча произошел тачдаун или сейфти — команда, которая набирает очки, выигрывает.
- Команда, первая владеющая мячом, не наберёт очков. Следующий набор очков выигрывает.